# Беляни (Люблінське воєводство)
Беляни (пол. Bielany) — село в Польщі, у гміні Ломази Більського повіту Люблінського воєводства.
Населення — 93 особи (2011).
У 1975-1998 роках село належало до Білопідляського воєводства.

## Демографія
Демографічна структура станом на 31 березня 2011 року:
|          | Загалом | Допрацездатний вік | Працездатний вік | Постпрацездатний вік |
| -------- | ------- | ------------------ | ---------------- | -------------------- |
| Чоловіки | 49      | 11                 | 33               | 5                    |
| Жінки    | 44      | 6                  | 31               | 7                    |
| Разом    | 93      | 17                 | 64               | 12                   |